# Daniel Breitholtz
Ulf Daniel Breitholtz, född 18 oktober 1977 i Brännkyrka församling i Stockholm, är en svensk manager i musikbranschen. Han var tidigare bland annat A&R-manager på Sony Music och domare i talangjaktsprogrammet Idol.

## Musik
År 1999 var Breitholtz medlem i gruppen Headbug tillsammans med Michael Kristensson. Samma år gav de ut singeln Ghettoblaster. Breitholtz började arbeta som promotionansvarig på Universal och blev senare talangscout på BMG, Sony Music samt SonyBMG. 
Sedan april 2016 arbetar Breitholtz som senior music programmer på Spotify. 

## Radio och TV
Breitholtz inledde sin tv-karriär med att sitta i juryn för programmet Fame Factory tillsammans med bland andra Bert Karlsson. Tillsammans med Kishti Tomita, Peter Swartling och Claes af Geijerstam satt Breitholtz senare i juryn för Idol 2004, Idol 2005, Idol 2006 samt Idol 2007 (på Idol 2007 var af Geijerstam inte med).
Under 2008–2009 var Breitholtz programledare för Äntligen helg på Mix Megapol med Carina Berg. Tidigare gjorde Breitholtz podradio för magasinet YourLife tillsammans med henne.
Han gjorde även podcasten "Adam och Kompani" tillsammans med Adam Alsing och Vanessa Falk. Efter Alsings bortgång i april 2020 valde Breitholtz och Falk att fortsätta podcasten efter ett kortare uppehåll under namnet "Kompaniet" tillsammans med Kristoffer Appelquist. 
2013–2015 arbetade han med Aftonbladets Sportbladet Show. Han har även medverkat som panelmedlem i dokusåpan Big Brother (Sverige) 2015 tillsammans med Vanessa Falk. Breitholtz har även under ett antal år arbetat som musikansvarig för tv-programmen Idrottsgalan och Guldbaggen. 2013 satt han i Sveriges jury i Eurovision Song Contest.